# Чень Куй
Чень Куй 陳騤 (1128 - 1203) — китайський чиновник-інтелектуал династії Південна Сун, автор першого в історії Китаю посібника з риторики «Вень цзе» 文則.

## Життя та творчість
Народився у місті Ліньхай 临海 \ 臨海 (сучасн. провінція Чжецзян). Отримав ступінь цзіньши у 1150 році, починаючи з часів володарювання імператора Гао-цзуна працював у імперській бібліотеці. На цій посаді склав значну працю — «Чжун сін ґуань» («Архіви імператорської бібліотеки імперії Південна Сун»). В ній викладена історія бібліотеки, перелічені прізвища службовців закладу, їх жалування, посади і повсякденні обов'язки. Водночас міститься інформація щодо діяльністі імператорської бібліотеки, включаючи придбання книг, їх систематизацію, зберігання, а також корегування, компіляцію та друк.

## Зовнішні посилання
- [Архівовано 6 вересня 2015 у Wayback Machine.] - Records of the Southern Song Imperial Library на сайті Всесвітньої дигітальної бібліотеки.

1. 1 2 3 4 5  China Biographical Database